# Cheomseongdae
Cheomseongdae (Tiếng Triều Tiên: 첨성대, Chữ Hán: 瞻星臺 Chiêm tinh đài) là một đài quan sát thiên văn ở Gyeongju, Hàn Quốc. Chiêm tinh đài có nghĩa là đài trông sao. Đây là đài thiên văn tồn tại lâu đời nhất ở Châu Á, và thậm chí là trên thế giới. Hiện chưa rõ đài thiên văn này được xây dựng vào năm nào, bởi ai và nhằm mục đích thật sự gì, song theo các sử ký của Triều Tiên thì nó được xây dựng vào thế kỷ thứ VII tại vương quốc Tân La mà kinh đô là Seorabeol ở vị trí của Gyeongju (Tiếng Triều Tiên: 경주) ngày nay. Chiêm tinh đài được công nhận là bảo vật quốc gia thứ 31 của Hàn Quốc vào ngày 20 tháng 12 năm 1962. Chiêm tinh đài là một phần của Khu di tích lịch sử Gyeongju. Được mô phỏng theo Chiêm tinh đài của Bách Tế hiện chỉ tồn tại trong các ghi chép lịch sử, Ciêm Tinh đài có ảnh hưởng đến kiến trúc của một đài quan sát ở Nhật Bản xây vào năm 675, và một đài quan sát của Chu Công ở Trung Quốc xây vào năm 723.

## Lịch sử
Theo Samguk Yusa, Cheomseongdae được xây dựng dưới thời trị vì của Thiện Đức nữ vương (Nữ hoàng Seondeok; 632-647) ở gần kinh đô Tân La. Cheomseongdae có nghĩa là "đài ngắm sao".

## Kiến trúc
Chiêm tinh đài cao 9,17 mét và gồm có ba phần: một bệ đỡ hàng cột, hoặc dựa trên một cột được xây dựng sẵn, một thân hình trụ cong và đỉnh hình vuông. Lên giữa phần thân công trình có một cửa sổ vuông và lối vào bên trong của cấu trúc. Khi nhìn từ trên cao, Chiêm tinh đài nhìn giống với chữ "tĩnh" (; Hangul: 정 "jeong").
Bệ đỡ cột hình vuông rộng 5,7 mét và xây dựng từ một lớp 12 viên đá hình chữ nhật. Từ đáy đến cửa sổ, toà tháp được lấp đầy bằng đất và đá vụn.
Thân hình trụ của tháp được xây dựng từ 365 mảnh cắt đá granit, tượng trưng cho số ngày trong một năm. Tuy nhiên, các tài liệu lịch sử khác nhau đã báo cáo các số lượng đá khác nhau. Song (1983) trích dẫn một cuộc khảo sát ngay địa điểm vào năm 1962 được thực hiện bởi giám đốc Bảo tàng quốc gia Gyeongju Hong Sa-jun, người đã tìm thấy 366 khối đá. Sự khác biệt về số lượng đá này có thể do một số nhà nghiên cứu đã tính cả hay bỏ qua một phiến đá nằm bên trong đỉnh tháp và không thể nhìn thấy được từ bên ngoài. Những viên đá này được tạo dáng thành dạng những hình khuyên, nghĩa là mỗi viên đá có hình dạng của một hình chữ nhật cong hay hình cong.
Phong cách xây dựng của nó giống hệt với cách xây dựng tại chùa Phân Hoàng (Bunhwangsa) ở Gyeongju.

## Biểu tượng
Số lượng và vị trí của các viên đá trong Chiêm tinh đài đã được được đưa ra nhiều giả thuyết nhằm đại diện cho các nhân vật lịch sử và thiên văn khác nhau.
Thân tháp được xây dựng từ 27 lớp đá, có lẽ phản ánh tình trạng của Thiện Đức nữ vương khi bà là vị vua thứ 27 của vương quốc Tân La. Ngoài ra, 27 lớp đá có thể là biểu tượng cho khoảng thời gian 27 ngày để Mặt Trăng quay hết một vòng quanh Trái đất. Nếu tính cả bệ đỡ như là một lớp thứ 28 thì nó ám chỉ đến 28 chòm sao của Đông Á. Xem xét mọi lớp của cấu trúc; 1 lớp đá cơ sở, 27 lớp đá tròn trong thân, và 2 lớp đá vuông ở trên cùng, tổng cộng có 30 lớp đá, giống với số ngày trong một tháng âm lịch. Lỗ trống ở trung tâm hoặc cửa sổ tách rời thân tháp thành 12 lớp đá ở cả trên và dưới, tượng trưng cho 12 tháng trong một năm và 24 tiết khí. Ngoài ra, 12 viên đá hợp thành bệ đỡ cũng có thể liên quan đến 12 tháng.

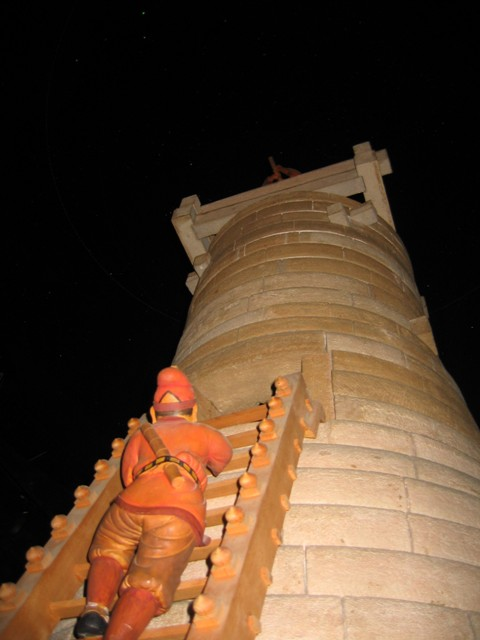
Một mô hình thu nhỏ của Chiêm tinh đài cho thấy việc sử dụng nó như một đài quan sát

## Bảo tồn
Hình dạng và ngoại hình ban đầu của Chiêm tinh đài vẫn không thay đổi trong hơn 1300 năm; tuy nhiên bây giờ công trình đã nghiêng nhẹ về phía đông bắc. Năm 2007, một hệ thống đã được cài đặt để đo trạng thái của Chiêm tinh đài sau mỗi giờ. Mối quan tâm đặc biệt bây giờ là các vết nứt và sự chuyển dịch cơ cấu, và các chuyển động của những viên đá nền tảng. Chiêm tinh đài cũng dễ bị bào mòn do thời gian và quá trình phong hoá, đặc biệt là từ ô nhiễm môi trường không khí và sự mất cân bằng cấu trúc mà nguyên nhân là do lún mặt đất. Phía ngoài của cấu trúc thường được rửa sạch để loại bỏ rêu.
Viện nghiên cứu di sản văn hoá quốc gia ở Hàn Quốc đã tiến hành kiểm tra cấu trúc tháp thường xuyên từ năm 1981. Chính quyền thành phố Gyeongju giám sát việc quản lý và bảo tồn của công trình.

## Văn hoá phổ biến
Chiêm tinh đài đã được đề cập trong bộ phim truyền hình Hàn Quốc Thiện Đức nữ vương. Trong bộ phim, Chiêm tinh đài được xây dựng khi Thiện Đức nữ vương vẫn còn là một công chúa; đây là sắc lệnh đầu tiên của cô ấy với danh nghĩa một công chúa. Xây dựng Chiêm tinh đài đồng nghĩa với việc chia sẻ kiến thức về thiên văn cho tất cả mọi người, thay vì chỉ để cho (Lady Misil) giữ riêng kiến thức. Với việc làm đó, cô ấy cũng đã thoái bỏ ngôi vị của mình. Điều này hiếm xảy ra vào thời điểm đó nên nó không được ủng hộ bởi nhiều người bởi tư tưởng bảo thủ thời ấy, tại lễ ra mắt Chiêm tinh đài, hầu như không có vị quý tộc nào xuất hiện.

## Hình ảnh

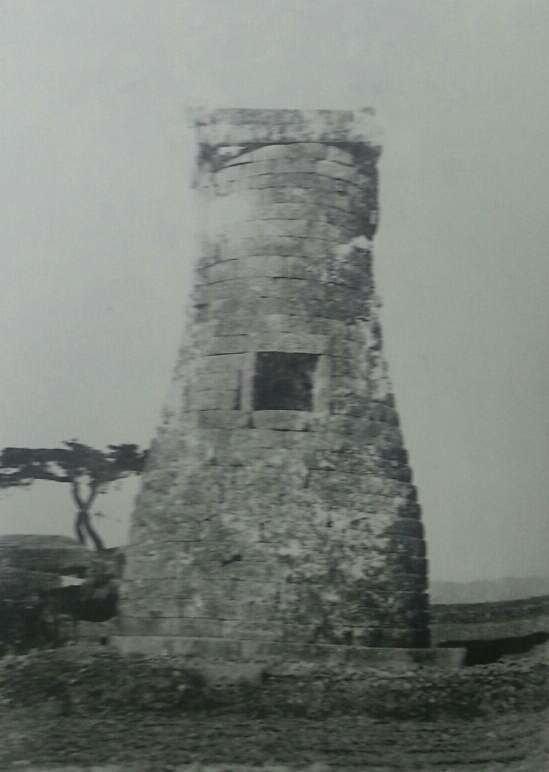
Bức ảnh lịch sử từ năm 1930
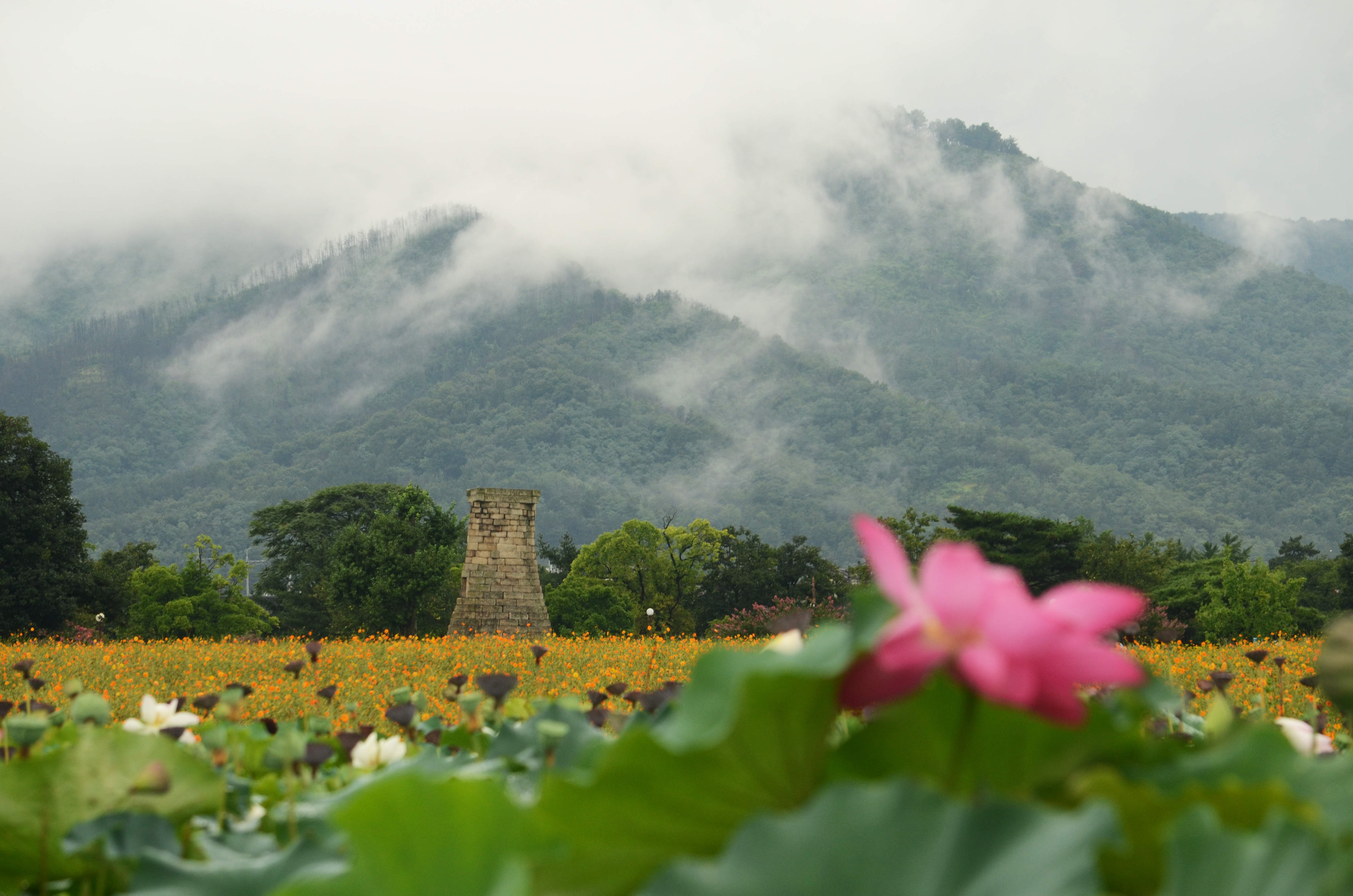
Cảnh khi mưa
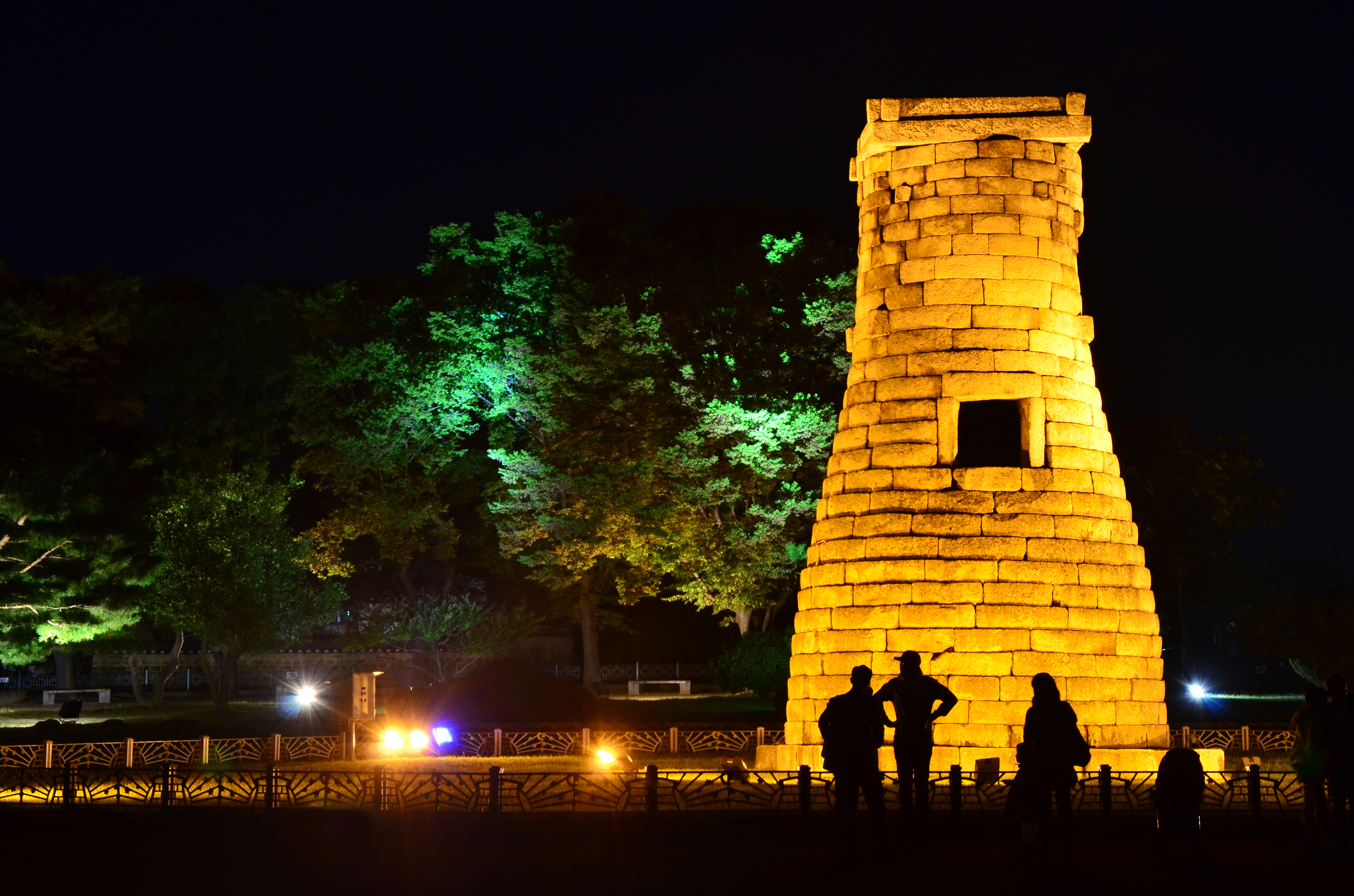
Cảnh về đêm
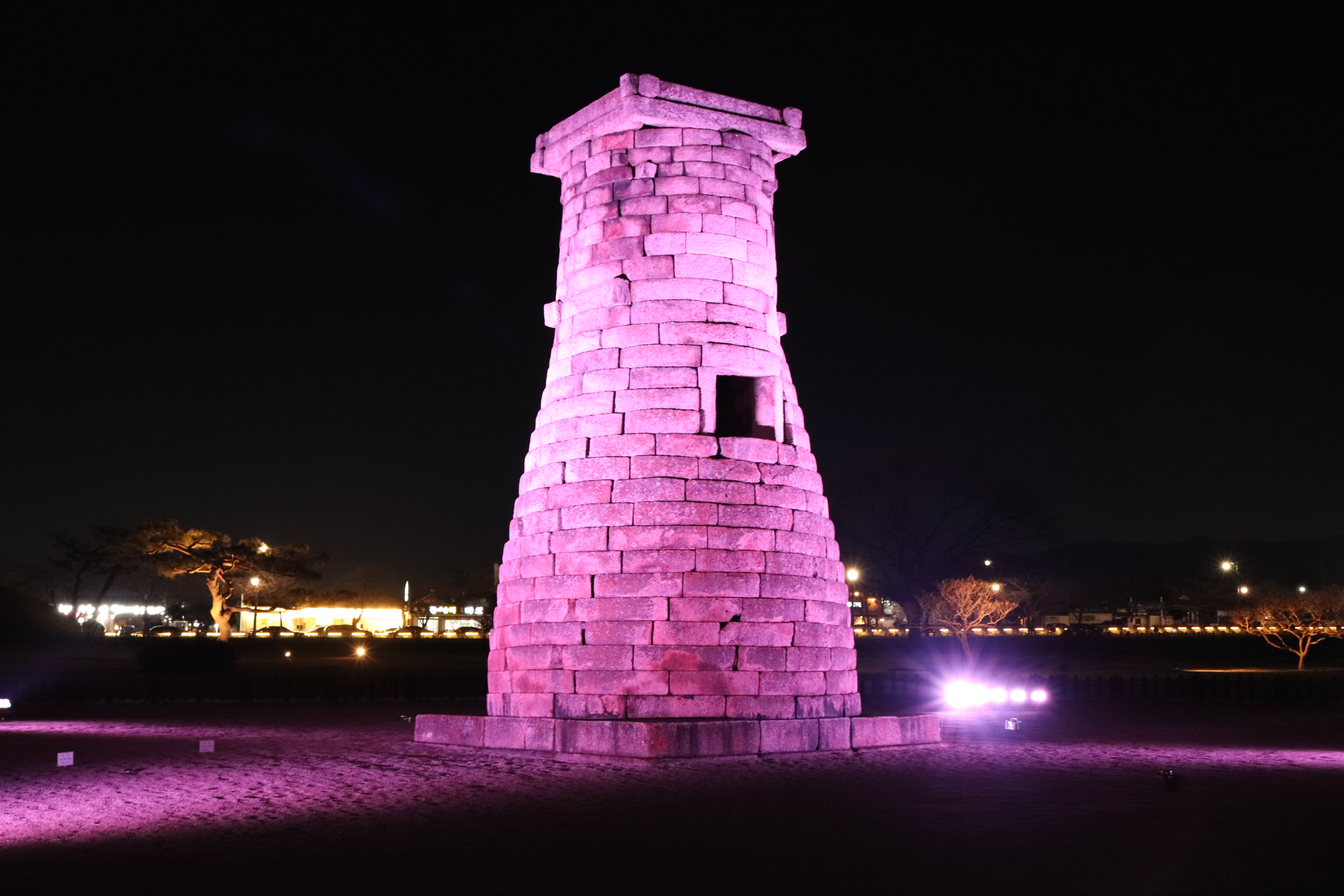
Chiếu sáng violet